# W̲
Cette page contient des caractères spéciaux ou non latins. S’ils s’affichent mal (▯, ?, etc.), consultez la page d’aide Unicode.
W̲, ou W trait souscrit ou W souligné, est un graphème utilisé dans l’écriture de l’oneida. Il s’agit de la lettre W diacritée d'un trait souscrit ; trait qui peut s'associer à celui que peut comporter la lettre précédente ou suivante comme si elles étaient soulignées d'un seul trait. Il n’est pas à confondre avec le W̱, W macron souscrit.

## Utilisation
En oneida, le W souligné est utilisé dans les syllabes murmurées soulignées en fin de mots.

## Représentations informatiques
- Unicode (commandes C0 et latin de base, diacritiques) :

| formes    | représentations | chaînes de caractères | points de code | descriptions                                         |
| --------- | --------------- | --------------------- | -------------- | ---------------------------------------------------- |
| capitale  | W̲               | W◌̲                    | U+0057 U+0332  | lettre majuscule latine w diacritique trait souscrit |
| minuscule | w̲               | w◌̲                    | U+0077 U+0332  | lettre minuscule latine w diacritique trait souscrit |

## Sources
- (en) Clifford Abbott, « Oneida teaching grammar », 2006